# Nid-de-poule

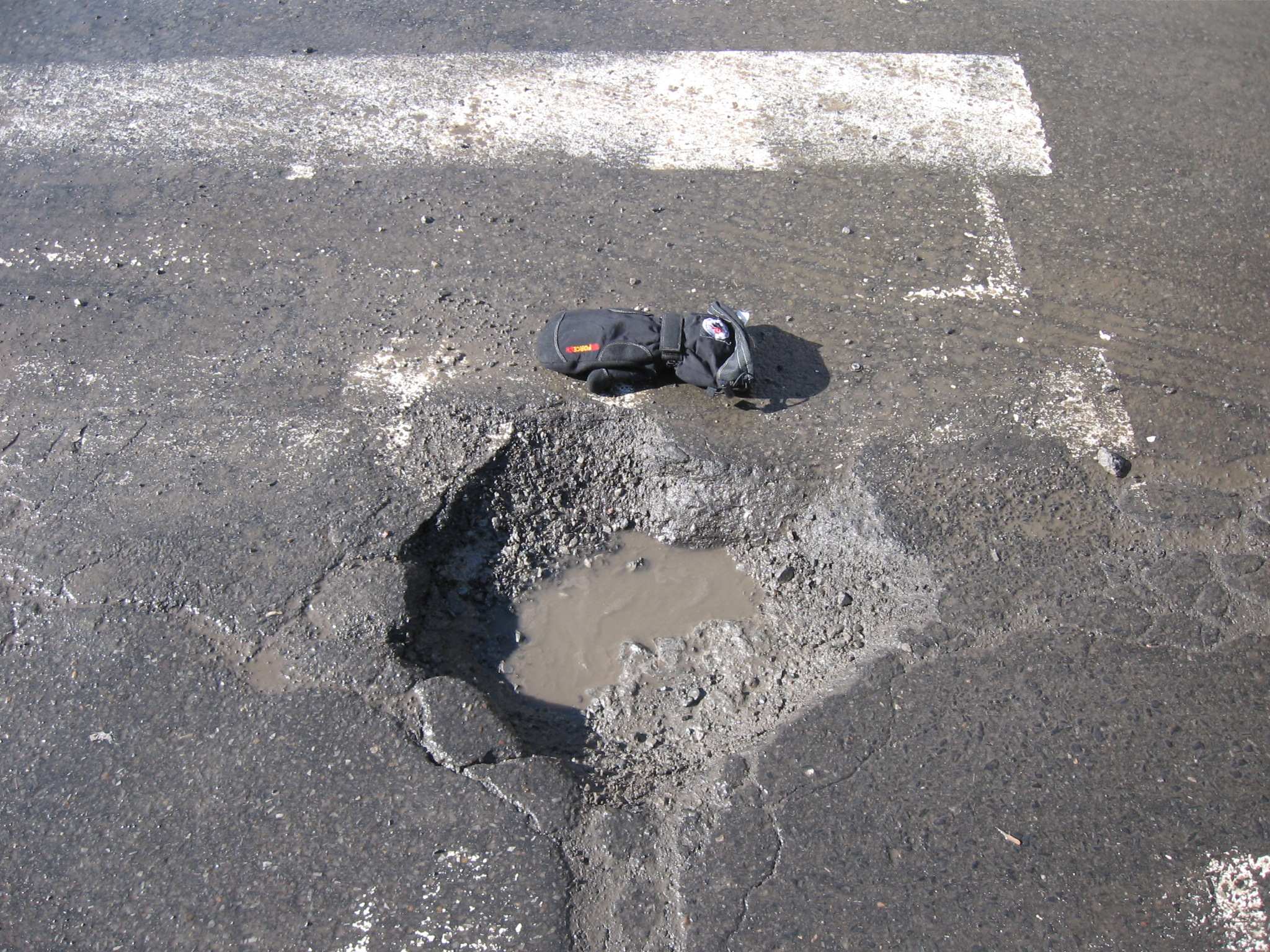
Nid-de-poule à Villeray, Canada.

Un nid de poule ou nid-de-poule (pluriel : des « nids-de-poule ») est une cavité dans la chaussée aux bords découpés qui se crée lorsque le revêtement routier s'effrite et que les matériaux constitutifs du revêtement (enrobés bitumineux) se dispersent.
Le terme vient de l'époque où les revêtements de route n'existaient pas. Les gallinacés se mettaient alors dans les trous au milieu des routes et y pondaient de temps à autre leurs œufs.

## Causes

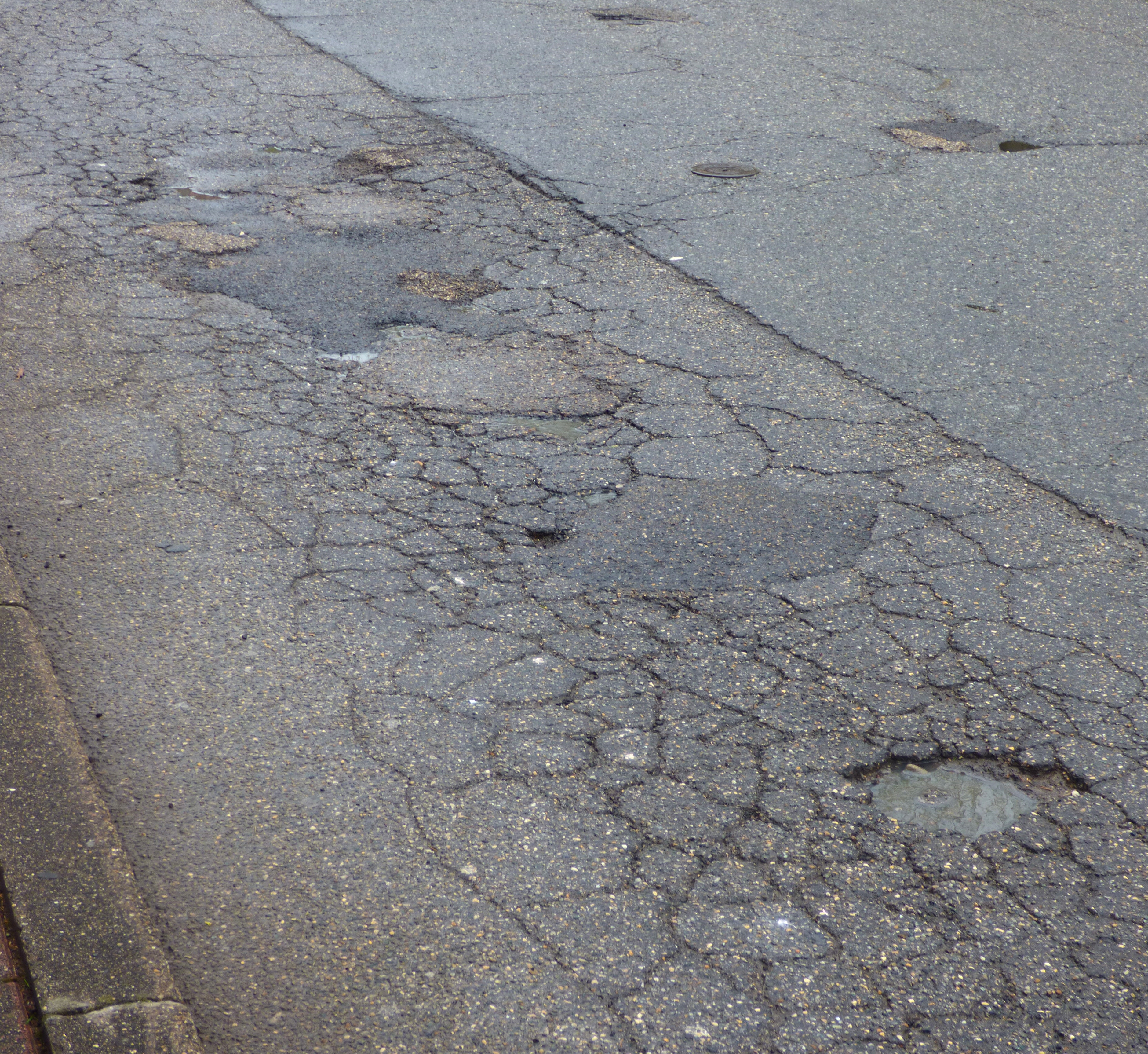
Des nids-de-poule partiellement rebouchés à l'aide d'enrobé à froid en Savoie.

Les nids-de-poule sont le stade ultime de la désagrégation d'un revêtement bitumineux. Le processus de dégradation commence par l'apparition de fissures dans le revêtement.
Si les fissures ne sont pas colmatées, celles-ci se propagent à la suite des infiltrations d'eau liquide sous la chaussée en période de dégel. Si un gel survient par la suite, l'eau devient solide (glace) et soulève la chaussée. Lors d'une seconde période de dégel, la glace fond et l'eau résultante s'écoule, laissant ainsi une cavité sous la chaussée.
Le bitume utilisé pour agréger les granulats constitutifs de l'enrobé bitumineux subit différents processus d'oxydation. Au bout de plusieurs années , l'oxydation du bitume le rend plus cassant et le bitume ne supporte plus les contraintes thermiques (dilatation-retrait sous l'effet de la chaleur (en été ou en journée) et du refroidissement (en hiver ou pendant la nuit)) et se rompt en laissant apparaître un début de fissuration.

Les conditions de pose d'enrobés peuvent aussi être à l’origine des fissures dans les enrobés. Des enrobés posés et compactés à trop basse température sont plus faciles à arracher sous l'effet du trafic des poids lourds ainsi que l'action mécanique des lames de chasse neige utilisés durant les périodes de gel et dégel. 

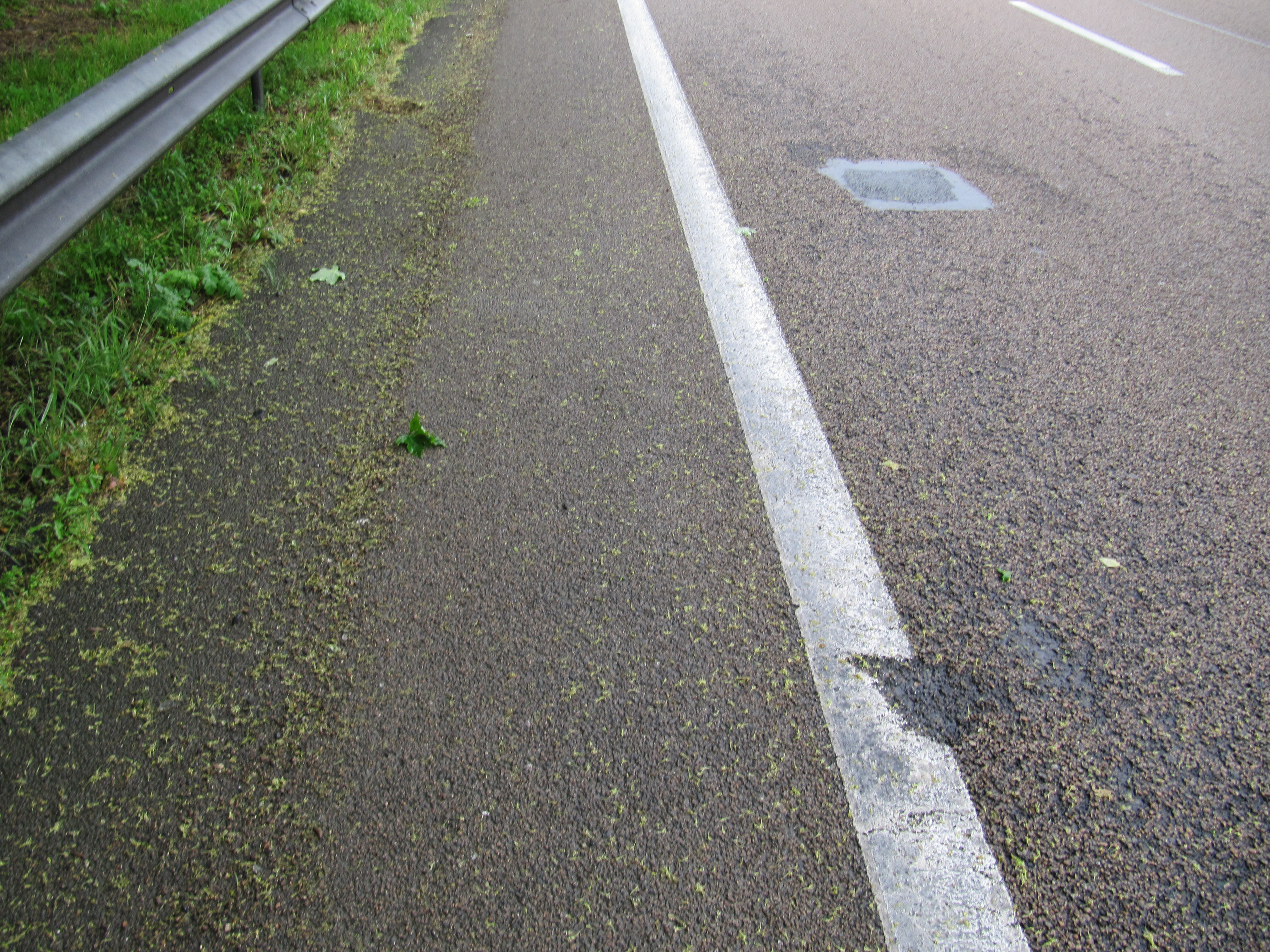
Sur l'autoroute un manque de matière et une réparation parfaite.

Une autre cause est due à des problèmes de vieillissement de la structure de chaussées telles que la couche de base ou la couche de fondation. Avec le temps, ces couches se déforment davantage (augmentation de la teneur en eau due aux infiltrations, production de fines par attrition entre les granulat, etc.) sous l'effet des poids lourds et transmettent leurs mouvements aux couches supérieures sous forme de fissures mineures ou majeures créant une surface faïencée du pavé qui s'effritera. Quand plusieurs fissures se ramifient, la surface du revêtement prend l'aspect d'une "peau de crocodile". C'est le dernier stade avant l'apparition d'un nid de poule.
L'apparition d'un nid de poule est toujours la conséquence d'un manque d'entretien de la chaussée ou de prévoyance. Soit parce qu'on n'a pas colmaté les fissures dès leurs apparitions, soit parce qu'on n'a pas remplacé la couche supérieure lorsqu'elle était arrivée à la fin de sa vie, soit parce que l'ensemble de la structure a atteint sa limite de résistance à la fatigue.

## Réparations

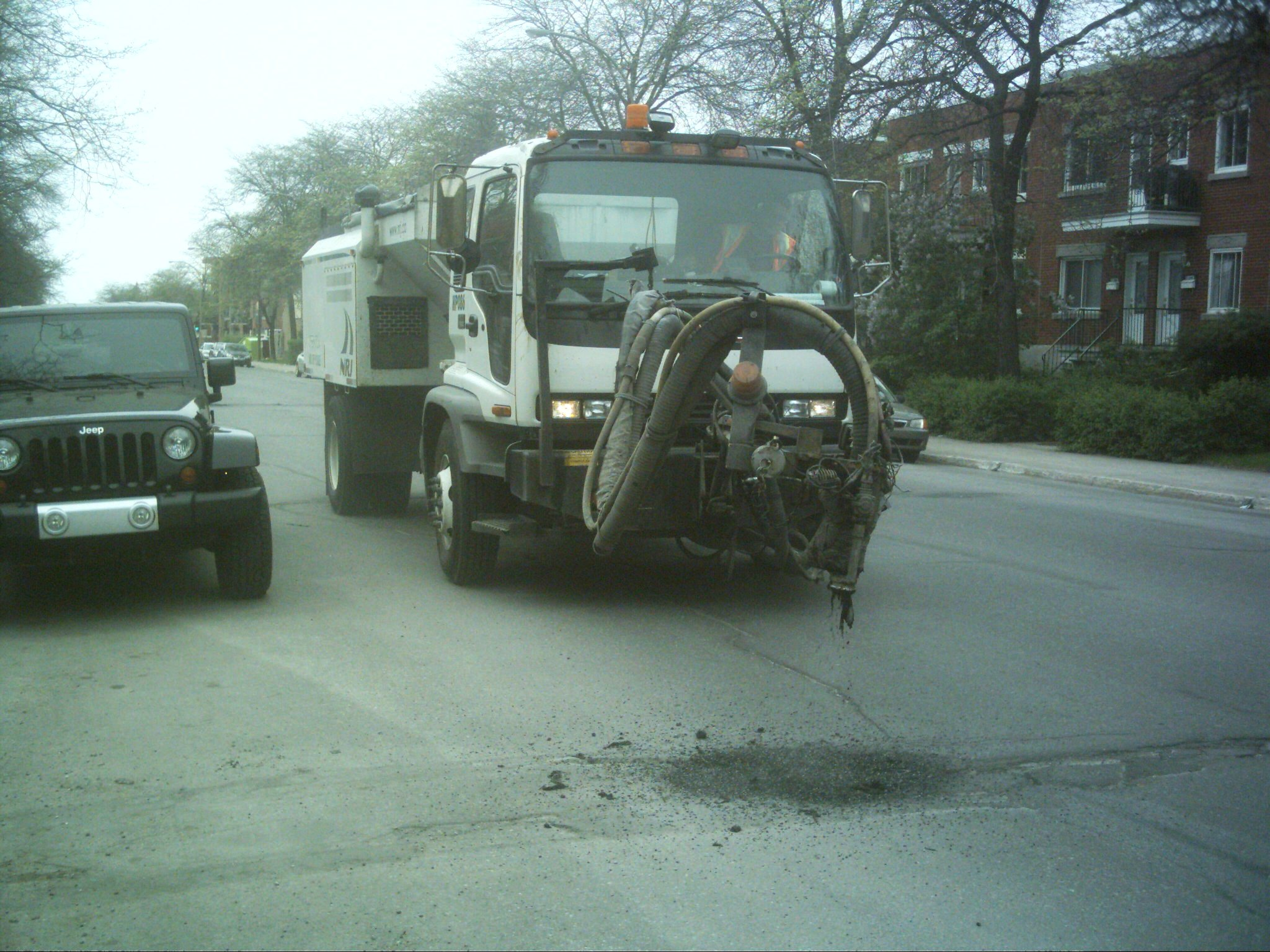
Opération nids-de-poule à Montréal

Les nids-de-poules, une fois apparus, peuvent être rebouchés directement mais d'une manière provisoire à l'aide d'enrobé à froid. Ce type d'enrobé offre une résistance à l'usure limitée dans le temps.
Lorsque les conditions météorologiques sont favorables (températures, absence de précipitations), la réparation des nids-de-poule peut se réaliser avec des enrobés tièdes ou chauds. La résistance, face au trafic routier et aux conditions climatiques, est alors plus pérenne.

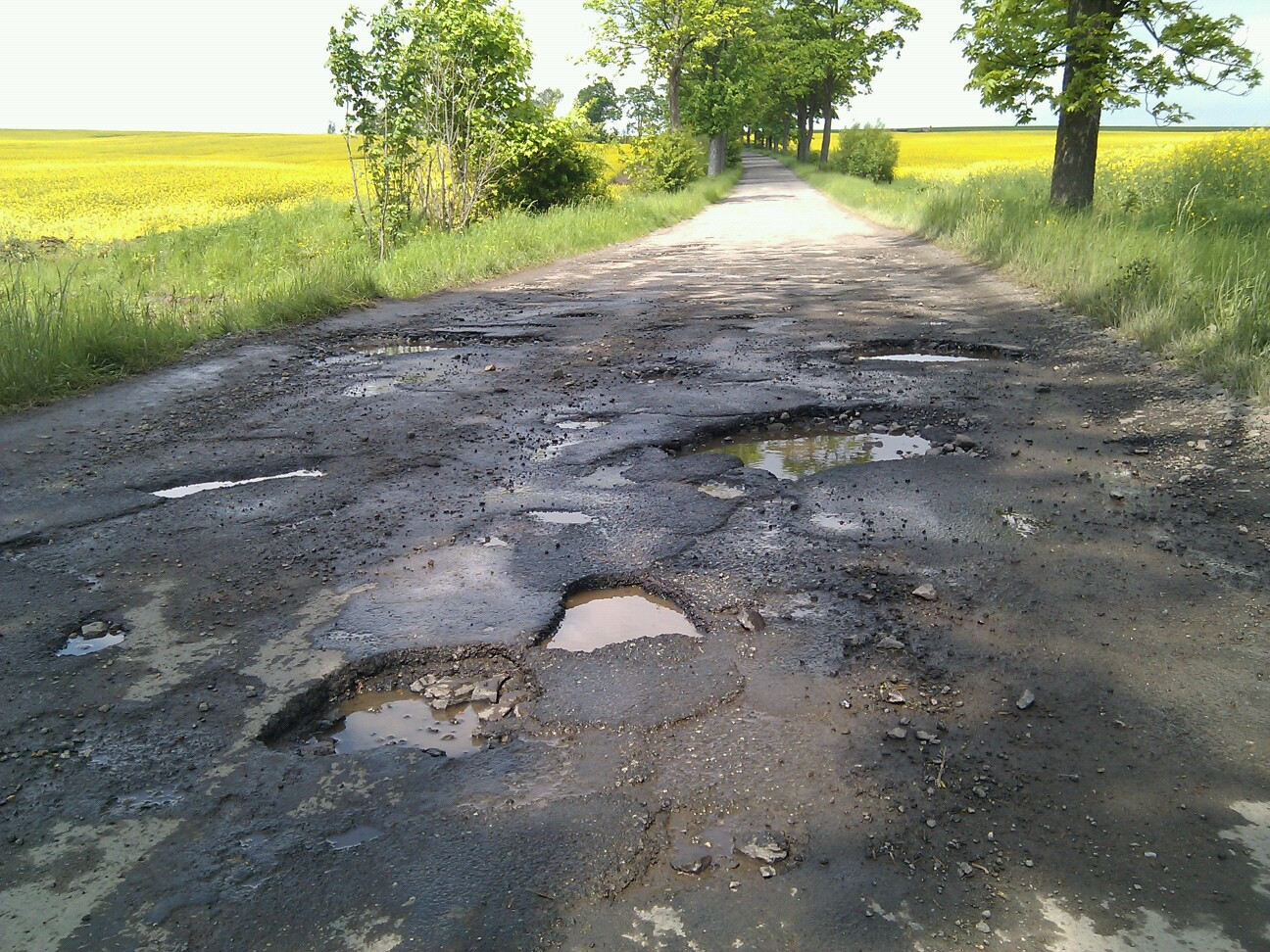
Les nids-de-poule en Basse-Silésie, Pologne